# On the Wings of Love
On the Wings of Love (tạm dịch: Trên đôi cánh của tình yêu) là một bộ phim truyền hình hài kịch lãng mạn của Philippines vào năm 2015 được đạo diễn bởi Antoinette Jadaone và Jojo Saguin, do James Reid cùng với Nadine Lustre thủ vai chính (đây là bộ phim truyền hình đầu tiên mà hai diễn viên này góp mặt). Loạt phim được phát sóng vào giờ phim tối độc quyền Primetime Bida của kênh ABS-CBN và trên toàn thế giới trên The Filipino Channel từ ngày 10 tháng 8 năm 2015 đến ngày 26 tháng 2 năm 2016, thay thế vị trí của Bridges of Love và được thay thế bằng The Story of Us.
Bộ phim hài kịch lãng mạn này xoay quanh hai nhân vật chính gồm Clark Medina, một chàng trai sống cuộc sống trong mơ ở Hoa Kỳ của mình và Leah Olivar, một cô gái giản dị với giấc mơ Mỹ, người bị ép buộc phải kết hôn với Clark để có thể được ở lại hợp pháp và tiếp tục làm việc tại Hoa Kỳ.
Tập cuối của phim diễn ra vào ngày 26 tháng 2 năm 2016 và nó được chia thành hai phần: một phân đoạn phim gốc được ghi hình từ trước và tiếp theo là một buổi lễ bế mạc phim được trực tiếp diễn ra ở Trung tâm Ynares, Antipolo. Nó cũng được phát trực tiếp trên ABS-CBN và trên toàn thế giới trên The Filipino Channel.

## Kịch bản
Leah Olivar (Nadine Luster) lớn lên trong một gia đình rất nghèo, nhưng hạnh phúc. Khi cô 12 tuổi, mẹ cô, Rona (Isay Alvarez), đến Hoa Kỳ để hướng tới một tương lai tốt đẹp hơn cho gia đình họ. Cuộc sống cuối cùng trở nên tốt đẹp hơn đối với Leah, chị gái của cô, Tiffany (Bianca Manalo), và cha của họ, Sol (Joel Torre). Tuy nhiên, một bi kịch thay đổi cuộc đời họ mãi mãi. Đối với Leah, cái chết của Rona tạo ra mong muốn cô được đến Mỹ và thực hiện "giấc mơ Mỹ" của mẹ mình.
Mười năm sau, giấc mơ này trở thành hiện thực khi Leah được cấp thị thực để tham gia một cuộc thi hợp xướng ở San Francisco, California. Sau cuộc thi, Leah kéo dài thời gian ở lại San Francisco với ý định thăm mộ mẹ cô, và tìm cách làm việc hợp pháp tại Hoa Kỳ. Tuy nhiên, trước sự ngạc nhiên của Leah, ngôi mộ của mẹ cô không được tìm thấy ở đâu và khi thị thực của cô hết hạn, việc tìm kiếm một công việc cho phép cô ở lại Hoa Kỳ cũng trở nên khó nắm bắt.
Với sự thúc giục của Jack (Cherry Pie Picache), mẹ của bạn trai cũ của Leah, Jigs (Albie Casiño), và vì tuyệt vọng, Leah đồng ý kết hôn thuận tiện để có thể lấy được visa. Nhưng với nguồn lực hạn chế của Leah, Jack sẽ khó tìm được cho cô một người bạn đời. Người phù hợp duy nhất đồng ý với số tiền nhỏ mà Leah sẵn sàng trả là cháu trai của Jack, Clark (James Reid), người đã sống ở San Francisco trong 11 năm qua. Cuộc sống của anh ấy đầy rẫy những đau khổ khi anh ấy đến Hoa Kỳ với mẹ của mình, Ofelia (Katya Santos), để được giới thiệu với người cha người Mỹ của mình, Kenneth. Ngay sau đó, Kenneth từ chối nhận Clark là con trai của mình, và Ofelia sau đó đột ngột qua đời. Clark được đưa vào nhà nuôi dưỡng, nơi anh thường xuyên bị lạm dụng. Sau đó, vì tình yêu với anh chị em của mình ở Philippines, Clark đã kiên trì và cố gắng để tồn tại cuộc sống ở Mỹ Những bất hạnh và trách nhiệm trong cuộc sống đã tước đi tình yêu lãng mạn của Clark.
Bất chấp cuộc gặp gỡ đầu tiên đầy tai hại của họ, Leah và Clark dành thời gian như một cặp vợ chồng giả và tìm hiểu về quá khứ, những điều kỳ quặc và thói quen của nhau, để vượt qua cuộc phỏng vấn của Cơ quan Nhập cư và Nhập tịch (INS). Thời gian trôi qua, Leah và Clark phát hiện ra một tình cảm nào đó dành cho nhau. Họ cũng nhận ra rằng cả hai đều có cùng mục tiêu trong cuộc sống và đó là tạo cho gia đình một cuộc sống tốt đẹp hơn.
Họ cũng bắt đầu thông cảm với nhau, vì cả hai đều tiết lộ những bí mật sâu kín nhất của họ. Chẳng bao lâu, cuộc hôn nhân giả giữa Leah và Clark trở thành sự thật.

## Diễn viên và nhân vật

### Diễn viên chính
- James Reid trong vai Clark Medina
- Nadine Lustre trong vai Leah Olivar-Medina
- Cherry Pie Picache trong vai Jacqueline "Jack" Fausto
- Joel Torre trong vai Soliman "Sol" Olivar
- Nanette Inventor trong vai Pacita "Lola Pachang/Ima" Magtoto-Fausto
- Isay Alvarez trong vai Veronica "Rona" Martinez-Olivar/Wyatt

### Diễn viên đặc biệt
- Paulo Avelino trong vai Simon Evangelista

### Diễn viên hỗ trợ
- Albie Casiño trong vai Diego "Jigs" Fausto
- Bianca Manalo trong vai Tiffany Olivar-Carpio
- Nico Antonio trong vai Antonio "Tolayts" Carpio
- Thou Reyes trong vai Denzel
- Jason Francisco trong vai Cullen
- Paolo O'Hara trong vai Abet Fausto
- Jordan Castillo trong vai Romer Fausto
- Ruby Ruiz trong vai Lolit Carpio
- Joel Saracho trong vai Mama Lulu
- Geraldine Villamil trong vai Kapitana
- Juan Miguel Severo trong vai Rico
- Cheska Iñigo trong vai Diana Stevens
- Kyle Echarri trong vai Brent Wyatt
- Ysabel Ortega trong vai Angela Stevens-Fausto
- Andre Garcia trong vai Jordan Medina
- Laiza Comia trong vai Jennifer "Jenny" Medina
- Nhikzy Calma trong vai Gabriel "Gabby" Olivar Carpio/Gabriel "Gabby" Velasco
- Benj Manalo trong vai Axel
- Rafael "Paeng" Sudayan trong vai Kiko
- Jhustin Agustin trong vai Rodolfo
- Vivien Benjamin

### Giới thiệu
- Bailey May trong vai Harry Fausto
- Ylona Garcia trong vai Audrey Olivar
- Ynna Asistio trong vai Maggie Regalado

### Diễn viên khách mời
- Matt Evans trong vai Adrian Velasco
- Lee O'Brian trong vai Arthur Wyatt
- Miguel Faustmann trong vai Kenneth
- Anna Luna trong vai Juliet Perez
- Japo Parcero trong vai Monette
- Paul Cabral trong vai nhà thiết kế áo cưới
- Mark McMahon trong vai Ethan
- James Vincent Martinez trong vai Andres Suntay
- Anne Curtis trong vai chính mình
- Jobelle Salvador trong vai Flora Evangelista

### Các vai đặc biệt
- Katya Santos trong vai Ofelia Fausto-Medina
- Josh Ford trong vai Clark Medina thời trẻ
- Avery Balasbas trong vai Leah Olivar thời trẻ
- Trajan Moreno trong vai Diego "Jigs" Fausto thời trẻ
- Belle Mariano trong vai Tiffany Olivar thời trẻ

## Sản xuất

### Tuyển diễn viên
On the Wings of Love là sản phẩm trí tuệ của Coco Martin dựa trên những kinh nghiệm của ông khi là một OFW ở Canada. Ý tưởng ban đầu được cho là một bộ phim có sự tham gia của Martin và siêu sao Nora Aunor nhưng cô đã từ chối vai mẹ của Martin vì cô đang bận thực hiện các dự án khác. Cuối cùng bộ phim sẽ được phát hành vào năm 2016 với tựa đề Padre de Familia .
Với việc bộ phim được phát hành sau đó không chắc chắn, khái niệm này đã được chuyển thành một teleserye đòi hỏi phải thay đổi nữ chính để đóng chung với Martin. Judy Ann Santos đã được tiếp cận để trở thành người phụ nữ hàng đầu của Martin. Tuy nhiên, Santos đã từ chối lời đề nghị do mang thai ngoài ý muốn. Sarah Geronimo cũng được mời vào vai người phụ nữ chính nhưng cũng phải từ chối lời đề nghị do xung đột lịch trình. Martin cuối cùng cũng bận rộn với người phụ trách telesery của mình, Ang Probinsyano .
Cuối cùng, các vai được giao cho James Reid và Nadine Luster, đánh dấu vai chính đầu tiên của họ trong một teleserye khi họ ký hợp đồng độc quyền với ABS-CBN.
Ban đầu, vai Jiggs do Arjo Atayde đảm nhận. Việc tuyển diễn viên của Atayde đã đi xa như thử thách về ngoại hình khi anh bị rút khỏi chương trình để vào vai Joaquin Tuazon, nhân vật phản diện chính của Ang Probinsyano . Albie Casiño cuối cùng sẽ đảm nhận vai Jiggs.

### Nhạc phim
Vào tháng 3 năm 2015, ca sĩ R&B Kyla đã thu âm hai bản cover của bài hát chủ đề cùng tên của series ban đầu do Jeffrey Osborne hát và sau đó được Regine Velasquez cover lại. Phiên bản gốc và video âm nhạc của nó được phát hành vào ngày 16 tháng 5 năm 2015 qua YouTube,  trong khi phiên bản thay thế là bản cover piano.
Phiên bản gốc của bài hát chủ đề cũng là một phần của tập một trong album Dreamscape TV of Love và album tổng hợp kỷ niệm 15 năm My Very Best của Kyla.
| Ca sĩ thực hiện             | Bài hát                     |
| --------------------------- | --------------------------- |
| Kyla                        | "On the Wings of Love"      |
| James Reid và Nadine Lustre | "On the Wings of Love"      |
| "Hanap-Hanap"               |                             |
| Erik Santos                 | "Say You'll Never Go"       |
| Daryl Ong                   | "Stay"                      |
| James Reid                  | "Randomantic"               |
| James Reid                  | "Bonfire Love Song"         |
| James Reid                  | "Babalik"                   |
| Jed Madela                  | "If You Don't Want To Fall" |

## Đón nhận

### Xếp hạng
| Tập thí điểm | Tập cuối | Cao nhất | Trung bình | Nguồn         |
| ------------ | -------- | -------- | ---------- | ------------- |
| 22,1%        | 27,8%    | 27,8%    | 24,95%     | [ 10 ] [ 11 ] |

### Các giải thưởng và đề cử
| Năm  | Hiệp hội/cơ quan tổ chức                  | Giải thưởng                                    | Hạng mục                                               | Người được đề cử                                               | Kết quả   | Nguồn  |
| ---- | ----------------------------------------- | ---------------------------------------------- | ------------------------------------------------------ | -------------------------------------------------------------- | --------- | ------ |
| 2015 | Star Cinema                               | StarCinema.com.ph Awards 2015                  | Chương trình truyền hình được yêu thích                | On the Wings of Love                                           | Đoạt giải | [ 12 ] |
| 2015 | Trường Cao đẳng Sáng tạo Thành phố Global | GIC Innovation Awards for Television lần thứ 1 | Phim truyền hình sáng tạo nhất                         | On the Wings of Love                                           | Đoạt giải | [ 13 ] |
| 2016 | Quỹ học bổng Tưởng niệm Guillermo Mendoza | Box Office Entertainment Awards lần thứ 47     | Hoàng tử truyền hình Philippines                       | James Reid                                                     | Đoạt giải | [ 14 ] |
| 2016 | Quỹ học bổng Tưởng niệm Guillermo Mendoza | Box Office Entertainment Awards lần thứ 47     | Công chúa truyền hình Philippines                      | Nadine Lustre                                                  | Đoạt giải | [ 14 ] |
| 2016 | Anak TV                                   | Anak TV Seal Awards lần thứ 18                 | Chương trình truyền hình yêu thích của các hộ gia đình | On the Wings of Love                                           | Đoạt giải | [ 15 ] |
| 2016 | Myx                                       | MYX Music Awards lần thứ 11                    | Nhạc phim được truyền thông yêu thích                  | Kyla cho "On the Wings of Love"                                | Đoạt giải | [ 16 ] |
| 2016 | Myx                                       | MYX Music Awards lần thứ 11                    | Nhạc phim làm lại được yêu thích                       | Kyla cho "On the Wings of Love"                                | Đoạt giải | [ 16 ] |
| 2016 | Đại học Santo Tomas                       | USTV Students’ Choice Awards lần thứ 12        | Sự lựa chọn của sinh viên cho chương trình chính kịch  | On the Wings of Love                                           | Đoạt giải | [ 17 ] |
| 2016 | Hiệp hội phát thanh viên Philipines       | Golden Dove Awards lần thứ 24                  | Chương trình chính kịch truyền hình hay nhất           | On the Wings of Love                                           | Đoạt giải | [ 18 ] |
| 2016 | Cổng thông tin giải trí Philippines       | The PEP List Year 3 Awards                     | Chương trình giờ vàng của năm                          | On the Wings of Love                                           | Đoạt giải | [ 19 ] |
| 2016 | Cổng thông tin giải trí Philippines       | The PEP List Year 3 Awards                     | Nữ diễn viên phụ truyền hình của năm                   | Cherry Pie Picache                                             | Đoạt giải | [ 19 ] |
| 2016 | Câu lạc bộ báo chí điện ảnh Philippines   | PMPC Star Awards for Music lần thứ 8           | Album nhạc pop của năm                                 | James Reid và Nadine Lustre cho "Jadine: On the Wings of Love" | Đề cử     | [ 20 ] |
| 2016 | Câu lạc bộ báo chí điện ảnh Philippines   | PMPC Star Awards for Music lần thứ 8           | Nam nghệ sĩ nhạc pop của năm                           | James Reid cho "Jadine: On the Wings of Love"                  | Đề cử     | [ 20 ] |
| 2016 | Câu lạc bộ báo chí điện ảnh Philippines   | PMPC Star Awards for Music lần thứ 8           | Nữ nghệ sĩ nhạc pop của năm                            | Nadine Lustre cho "Jadine: On the Wings of Love"               | Đề cử     | [ 20 ] |
| 2016 | Câu lạc bộ báo chí điện ảnh Philippines   | PMPC Star Awards for Television lần thứ 30     | Chương trình chính kịch giờ vàng hay nhất              | On the Wings of Love                                           | Đề cử     | [ 21 ] |
| 2016 | Câu lạc bộ báo chí điện ảnh Philippines   | PMPC Star Awards for Television lần thứ 30     | Nam diễn viên chính kịch hay nhất                      | James Reid                                                     | Đề cử     | [ 21 ] |
| 2016 | Câu lạc bộ báo chí điện ảnh Philippines   | PMPC Star Awards for Television lần thứ 30     | Nữ diễn viên chính kịch hay nhất                       | Nadine Lustre                                                  | Đề cử     | [ 21 ] |
| 2016 | Câu lạc bộ báo chí điện ảnh Philippines   | PMPC Star Awards for Television lần thứ 30     | Nhân vật nam truyền hình mới xuất sắc nhất             | Bailey May                                                     | Đề cử     | [ 21 ] |
| 2016 | Câu lạc bộ báo chí điện ảnh Philippines   | PMPC Star Awards for Television lần thứ 30     | Nhân vật nữ truyền hình mới xuất sắc nhất              | Ylona Garcia                                                   | Đề cử     | [ 21 ] |

### Tranh cãi

#### Phân cảnh "Cảnh sát nhảy múa"
Trong một tập phim, Clark (do James Reid đóng) giả vờ bắt, còng tay và bịt mắt vợ mình là Leah (do Nadine Lustre đóng). Leah bị sốc khi thấy chồng cô là Clark đang cố tình nhảy múa với một vài động tác nhạy cảm khi mặc đồng phục cảnh sát. Sau đó, một cảnh quay xin lỗi đã được thực hiện để cho thấy rằng đoàn phim rất tiếc vì đã khiến các cảnh sát cảm thấy bị xúc phạm về phân cảnh trên.

## Phát lại
Các tập của bộ phim đã được phát lại trên Jeepney TV bắt đầu từ ngày 26 tháng 6 năm 2017.
Vào ngày 16 tháng 3 năm 2020, On the Wings of Love thêm một lần nữa được phát sóng trở lại, nhằm tạm thời thay thế vị trí của bộ phim "Make It with You" như một phần của việc thay đổi chương trình tạm thời trên ABS-CBN ở một số vùng cách ly do đại dịch COVID-19 gây ra. Quá trình phát lại này đột ngột bị cắt do tranh cãi đổi mới nhượng quyền thương mại của ABS-CBN theo lệnh ngừng và hủy hợp tác do Ủy ban Viễn thông Quốc gia Philippines đưa ra vì lý do việc nhượng quyền thương mại của kênh đã hết hạn. Kể từ ngày 5 tháng 6 năm 2020, On the Wings of Love không còn là sự thay thế tạm thời của "Make It with You" vốn đã bị hủy bỏ từ trước đó.
Tất cả các tập của On the Wings of Love hiện đã được đăng tải trên kênh YouTube ABS-CBN Entertainment vào lúc 8:00 tối từ thứ Hai đến thứ Sáu hàng tuần.

## Phát sóng quốc tế
- Kenya – NTV (18 tháng 12, 2017 - 7 tháng 4, 2018)
- Indonesia – MNCTV (21 tháng 11, 2016 - 22 tháng 1, 2017)[27]
- Thái Lan – Channel 3 (6 tháng 3, 2017 - 20 tháng 6, 2017)[28]